# اواستراپیب
اواستراپیب (انگلیسی: Evacetrapib) دارویی بود در دست توسعه بود که پروتئین انتقال کلسترول (مهارکننده CETP) را مهار می‌کرد. CETP تری گلیسیریدها را از لیپوپروتئین‌های با چگالی بسیار کم (VLDL) یا لیپوپروتئین‌های با چگالی کم (LDL) جمع‌آوری می‌کند و آن‌ها را با استرهای کلسترول از لیپوپروتئین‌های با چگالی بالا (HDL) و برعکس، و در درجه اول کاهش لیپوپروتئین‌های کم چگالی است. تصور می‌شود که اصلاح سطوح لیپوپروتئین، خطر بیماری قلبی عروقی را اصلاح می‌کند. نخستین مهارکننده CETP، تورستراپیب، ناموفق بود، زیرا سطح هورمون آلدوسترون را افزایش داد و فشار خون را افزایش داد، که در هنگام مطالعه منجر به حوادث قلبی بیش از حد شد. اواستراپیب اثر مشابهی ندارد. هنگامی که در یک کارآزمایی بالینی کوچک روی افراد با LDL بالا و HDL پایین مورد مطالعه قرار گرفت، بهبودهای قابل توجهی در پروفایل لیپیدی آنها دیده شد.